# Mount Victoria (Tasmanien)
Der Mount Victoria ist ein 1207 Meter hoher Berg im Nordosten des australischen Bundesstaates Tasmanien.
Der Berg liegt ungefähr 34 Kilometer südöstlich von Scottsdale und auch rund 34 Kilometer westlich von St Helens. Er ist von der Mount Victoria Forest Reserve, einem staatlichen Schutzgebiet, das zur Bioregion des Ben-Lomond-Nationalparks gehört, umgeben. In der Reihe der höchsten Berge Tasmaniens steht er an 30. Stelle.
Der Berg ist eine bekannte Sehenswürdigkeit im Schutzgebiet und beliebt bei Wanderern und Bergsteigern.